# Hafen von Long Beach
Der Hafen von Long Beach ist nach dem Hafen von Los Angeles der zweitgrößte Containerhafen der Vereinigten Staaten. Im Jahr 2016 wurde ein Containerumschlag von 6,78 Millionen TEU erzielt. 2017 wurden nach eigenen Angaben 7,54 Millionen Containereinheiten abgefertigt, was dieses Jahr zum geschäftigsten der Hafengeschichte machte. Der Hafen verfügt auf einer Fläche von ca. 13 Quadratkilometern über 80 Liegeplätze und 66 Portalkrane der Post-Panamax-Größe.